# جیک شیلدز
جیک شیلدز (انگلیسی: Jake Shields؛ زادهٔ ۹ ژانویهٔ ۱۹۷۹) ورزشکار هنرهای رزمی ترکیبی اهل ایالات متحده آمریکا است.